# La Bellière (Sekwana Nadmorska)
Bellière – miejscowość i gmina we Francji, w regionie Normandia, w departamencie Sekwana Nadmorska.
Według danych na rok 1990 gminę zamieszkiwały 54 osoby, a gęstość zaludnienia wynosiła 12 osób/km² (wśród 1421 gmin Górnej Normandii Bellière plasuje się na 827. miejscu pod względem liczby ludności, natomiast pod względem powierzchni na miejscu 725.).